# Mt. Desolation
A Mt. Desolation egy angol zenekar, amelyet Jesse Quin és Tim Rice-Oxley alapított 2010-ben. Mindketten a Keane nevű együttes tagjai, akik a Mt. Desolationt a Keane melletti tevékenységként szánták. Jesse a Keane-ben basszusgitáros és egyéb hangszereken is játszik, Tim billentyűs, és a Keane dalszerzője. A Mt. Desolationben mindketten, Jesse és Tim is írnak dalokat.
Az együttesben a két zenész mellett állandó vendégként Jessica Staveley-Taylor, Fimbo, John-William Scott és Phil Renna vesz részt. Esetenként más zenészekkel is együtt zenélnek, akik más-más zenekarok tagjai.

## Története
2009-ben, a Keane Perfect Symmetry turnéján egy dublini pubban formálódott meg az ötlet, hogy Jesse és Tim szívesen készítenének egy country lemezt, de eleinte nem gondolták komolyan, hogy valóban kiadnának egy albumot.
Végül 2010-ben mégis sor került a lemezfelvételre, és ebben az évben meg is jelent az album, Mt. Desolation címmel. A zenekar neve és egyúttal első albumuk címe utalás Jack Kerouac A Dharma Hobók (The Dharma Bums) című könyvére, amely mindkettőjükre nagy hatással volt.
A lemez felvételében több másik együttes zenészei és a két tag családtagjai is közreműködtek. A Mumford & Sons, a Noah and the Whale, a Killers, a Long Winters és a Staves tagjait vonták be.
Első koncertjüket a londoni The Lexingtonban tartották, majd turnéztak az Egyesült Királyságban, továbbá a Mumford & Sons előzenekaraként az USA-ban és Kanadában is.
A turné után sok évi várakozás után 2016-ban megerősítették, hogy újabb lemezen dolgoznak. Instagramon és Facebookon posztoltak a lemez előkészületeiről.
2017. októberében koncertet adtak Battle-ben (East Sussex), amelyen már a készülő albumról is játszottak új dalokat.
2018. március 26-án jelentették be a következő albumuk címét és megjelenési dátumát. Az album címe When The Night Calls, és 2018. május 25-én jelent meg. Ezután rövid turné következett az Egyesült Királyságban. 
Újabb többéves várakozás után, 2023. februárban jelentette be az együttes a harmadik lemezüket, és jelent meg az első dal, a Sunrise címmel, kislemezként.  Az új lemez megjelenési dátuma 2023. április 21.

## Albumok és kislemezek
| Album címe           | Megjelenés időpontja |
| -------------------- | -------------------- |
| Mt. Desolation       | 2010                 |
| When The Night Calls | 2018                 |
| Through Crooked Aim  | 2023                 |

| Címe                               | Megjelenés időpontja | Album                |
| ---------------------------------- | -------------------- | -------------------- |
| "Departure / State of Our Affairs" | 2010                 | Mt. Desolation       |
| "Bitter Pill"                      | 2010                 | Mt. Desolation       |
| "On Your Way"                      | 1018                 | When The Night Calls |
| "Sunrise"                          | 2023                 | Through Crooked Aim  |
| "Too Hard A Stone"                 | 2023                 | Through Crooked Aim  |

## Külső hivatkozások
- https://www.mtdesolation.co.uk/
- https://www.instagram.com/mt.desolation/?hl=en
- https://twitter.com/MtDesolation